# Anaciaeschna montivagans
Anaciaeschna montivagans là loài chuồn chuồn trong họ Aeshnidae. Loài này được Lieftinck mô tả khoa học đầu tiên năm 1932.